# Mialy Rajoelina
Dans le nom malgache Razakandisa Rajoelina Mialy, le nom de famille précède le prénom, mais cet article utilise l’ordre habituel en français Mialy Razakandisa Rajoelina, où le prénom précède le nom.
Mialy Razakandisa Rajoelina est la Première dame de Madagascar. Elle est l'épouse d'Andry Rajoelina, président de la République de Madagascar depuis 2019.

## Biographie
Mialy naît à Tananarive ; elle est issue d’une famille plutôt aisée. Sa mère, Nicole Razakandisa, protestante (Fiangonan'i Jesoa Kristy eto Madagasikara, FJKM), morte en 2012, chimiste de profession, possède une entreprise de produits chimiques.  
Elle rencontre son futur mari, Andry Rajoelina, en 1994, dans un lycée d'Antananarivo. Ils restent en contact plusieurs années, le temps pour elle de terminer ses études. Son bac obtenu, elle se rend à Paris pour effectuer des études supérieures, au Conservatoire national des arts et métiers. Revenue à Madagascar en 2000, elle y retrouve Andry Rajoelina et ils se marient la même année. L'un et l'autre travaillent dans l'événementiel et l'affichage publicitaire. 

### Première dame de Madagascar
Le 3 novembre 2007, Andry Rajoelina annonce qu’il est candidat à la mairie d'Antananarivo, la capitale de Madagascar ; il est élu en décembre 2007. En janvier 2009, il appelle à une grève générale contre le président Marc Ravalomanana et dépose en février une demande officielle de destitution de celui-ci. Une crise politique s'ouvre. Le 18 mars, un directoire militaire désigne Andry Rajoelina pour diriger une transition politique. Engagée à ses côtés, Mialy devient Première dame de Madagascar de 2009 à 2014, quand son mari est président de la Haute Autorité de transition, et à nouveau depuis le 18 janvier 2019, date de l'entrée en fonction de son mari élu président de la République. Elle est la plus jeune personnalité à remplir ce rôle dans l'histoire de Madagascar.

## Œuvres sociales et humanitaires
Elle est la porte-parole et présidente de l'association caritative « Fitia », qui a pour but d'aider les personnes démunies, ayant des problèmes de santé ou autres.[source insuffisante] Elle contribue aux évolutions sociales comme la prise en charge de familles en difficulté, et défend également un projet de loi contre les violences basées sur le genre.